# 子供の時間
『子供の時間』（こどものじかん、1925年7月12日 - 1941年3月31日）は、日本放送協会で放送されたラジオ番組である。ラジオ第1放送で毎週月曜日から土曜日（祭日除く）の18時00分 - 18時30分に放送され、子供の人気を集めた。
ここでは、『子供の時間』に続いて放送された『コドモの新聞』についても取り上げる。

## 概要
番組の開始は、社団法人東京放送局（のち「日本放送協会」を経て現在のNHKラジオ第1放送）の本放送開始と同時である。東京放送局の職員であった門野重九郎（1932年3月19日付けで日本放送協会関東支部理事長）が企画し、少年少女の健やかな発達を願い編成された番組で、当初は不定期放送であり、童謡などの歌を中心に放送された。また放送時間は14時40分からであったが、何度か変更の後、社団法人大阪放送局（JOBK。現在のNHK大阪放送局）と社団法人名古屋放送局（JOCK。現在のNHK名古屋放送局）と合併して社団法人日本放送協会が設立された翌1926年（大正15年）9月より、18時00分からの放送に定着した。
1928年（昭和3年）11月の昭和天皇即位に伴う御大礼を記念して全国放送となった。それまでは各放送局独自に子供向け番組を放送していたが、全国放送になった後は、東京・大阪・名古屋の各放送局が持ち回りで制作し、童話やラジオドラマ、子供向けの音楽が放送された。また番組のテキストとして、『月刊コドモのテキスト』が発行された。
1932年（昭和7年）6月1日からは、「子供の時間」の放送時間を18時00分から18時20分に変更し、『コドモの新聞』を18時20分から5分間、毎週月曜日から土曜日（祭日を除く）に放送を開始した。「コドモの新聞」に出演した村岡花子と関屋五十二は、全国の子供や母親達の人気者となり「村岡のおばさん」「関屋のおじさん」と呼ばれ、親しまれた。
1941年（昭和16年）年末、村岡が番組を降板。翌年番組名を『少国民の時間』に変更した。番組内容も戦時色が強くなっていったが、番組自体は存続し、1945年（昭和20年）8月15日の終戦に伴い、放送を終了した。

## コドモの新聞
1932年（昭和7年）6月1日から、新たに『コドモの新聞』の放送を開始した。これは、1928年（昭和3年）5月20日より、毎週日曜日の17時40分から20分間、大阪中央放送局が大阪ローカルの番組として放送した『コドモ日曜新聞』が前身で、時事・科学・スポーツなどのニュースから子供向けの話題を選び、分かり易く正しい言葉で放送していたが、好評だったことから、東京中央放送局より全国放送の形で放送開始する事になったものである。
童話作家の巖谷小波や久留島武彦、安倍季雄らが編集嘱託として加わり、「大人向け新聞の焼き直しになってはならない。」との考えに立ち、地方の放送局や通信社から提供を受けた素材から子供向けの内容を選んで、子供に分かり易く親しみやすい話し言葉に改めた上、担当者が原稿を読んだものをディクタフォンに録音して再確認し、子供には分かり難い表現やアクセントを修正してから、放送に臨んだという。
放送初日の6月1日は、最初に帝国議会の話題を取り上げ、次にカナダ在住の日系人少年30人が、「軍用犬や軍鳩にご馳走をあげて下さい」と、25円を陸軍省に送った事、さらに京都市岡崎公園にあった動物園からライオンが逃げ、危険なためにやむなく射殺した話題などを放送した。
アナウンサーには、柔らかみと親しみのある話し手として、本職のアナウンサーではなく、東京中央放送局児童課の職員であった関屋五十二と、童話作家の村岡花子が選ばれ、1週間交代で担当した。1941年（昭和16年）11月28日の放送で、村岡は「一週間経ったら、またお話しましょうね。では皆さん、ごきげんよう、さようなら。」と挨拶し、放送を終えた。翌週は関屋の担当で、村岡の次の担当は12月8日からであったが、当日になって、情報局より「太平洋戦争開戦の大戦果を放送するのに、女性の声では意気が上がらない」との申し入れがあった為、急遽男性アナウンサーに担当が変更となり、村岡は子供たちに挨拶する事も出来ないまま、9年間担当した「コドモの新聞」を降板せざるを得なくなった。
一方の関屋は引き続き放送を担当したが、1943年（昭和18年）10月を以って退き、以後は放送局のアナウンサーが交代で担当することとなった。放送内容自体は、次第に戦争の話題一色になっていったが、子供に分かり易い放送内容にする努力は、番組終了まで変わらなかったという。

## 歴代番組枠
| 番組枠             | 放送期間                        | 備考         |
| ------------------ | ------------------------------- | ------------ |
| 子供の時間         | 1925年07月12日 - 1928年10月31日 | 東京ローカル |
| 子供の時間         | 1928年11月01日 - 1941年03月31日 | 日本全国放送 |
| 少国民の時間       | 1941年04月01日 - 1945年08月14日 |              |
| 少国民の時間       | 1945年08月23日 - 1945年11月30日 |              |
| 仲よしクラブ       | 1945年12月01日 - 1947年12月31日 |              |
| 子供の時間         | 1948年01月01日 - 1963年04月04日 |              |
| なかよしホール     | 1963年04月06日 - 1966年04月02日 |              |
| こどもと家庭の夕べ | 1966年04月04日 - 1972年04月01日 |              |

## その他
2014年（平成26年）に放送されたNHK連続テレビ小説『花子とアン』は、村岡花子の半生を原案とした作品であり、本編の最後に語りの美輪明宏による「ごきげんよう、さようなら」という挨拶は、『コドモの新聞』で村岡が番組の最後に締めくくっていた挨拶に由来している。物語の後半では本項に記した通り、花子が「コドモの新聞」に出演した際の様子が（多少ドラマ的演出を加味して）描かれた。
なお、ドラマでのアナウンス指導は『ラジオ深夜便』でアンカーを務める、明石勇が行った。

## 関連書籍
- 日本放送協会編『放送五十年史』（日本放送出版協会、1977年3月 3365-007099-6023）
- 日本放送協会編『放送の五十年 昭和とともに』（日本放送出版協会、1977年3月 3065-007101-6023）